# Malawische kwacha
De kwacha is de munteenheid van Malawi. Eén kwacha is honderd tambala. De verdeeleenheid tambala wordt door de inflatie echter niet meer gebruikt. In de Zambiaanse taal Bemba betekent kwacha "morgenstond", hetgeen de Zambiaanse nationalistische slogan een nieuwe morgenstond van vrijheid symboliseert.
Er zijn munten van 1, 2, 5, 10, 20 en 50 tambala en 1, 2, 5 en 10 kwacha. Het papiergeld is beschikbaar in 20, 50, 100, 200, 500 en 1000 kwacha
Tussen 1923 en 1932 circuleerden vooral Zuid-Afrikaanse munten in het gebied van Malawi (Nyasaland). Tot 1954 werd het Britse pond sterling officieel gebruikt. In 1943-1944 maakte het gebied van Malawi tevens deel uit van het gebied waar het Zuid-Rodesische pond (RHSP) werd uitgegeven. In 1954 werd het Rodesische en Nyasalandse pond (RHFP) ingevoerd, dat in 1964 werd vervangen door het Malawische pond in een verhouding van 1:1. De kwacha werd ingevoerd in 1971 en verving het pond in een verhouding van 2 kwacha voor 1 pond.

## Bankbiljetten
| Waarde (S/.) | Voorzijde               | Achterzijde |
| ------------ | ----------------------- | ----------- |
| 5            |                         |             |
| 10           |                         |             |
| 20           |                         |             |
| 50           |                         |             |
| 100          | James Frederick Sangala |             |
| 200          |                         |             |
| 500          |                         |             |